# ドナルドの夢遊病
『ドナルドの夢遊病』（ドナルドのむゆうびょう、原題：Sleepy Time Donald）は、ウォルト・ディズニー・プロダクション（現：ウォルト・ディズニー・カンパニー）が製作した1947年5月9日公開のアニメーション短編映画作品。ドナルドダック・シリーズの第68作である。

## あらすじ
ドナルドは自分が夢遊病に掛かっていることに気づいていなかった。ある夜、彼は眠ったままベッドを降りると長靴を帽子に見立てて被り、出かけていった。向かった先はなんとデイジーの家だった。ドナルド本人は夜のデートに行く夢を見ていたのである。デイジーは仕方なくデートに付き合うことにした。

## スタッフ
- 製作：ウォルト・ディズニー
- 監督：ジャック・キング
- 脚本：ロイ・ウィリアムズ
- 音楽：オリヴァー・ウォーレス
- 原画：フレッド・コピエッツ

## キャスト
| キャラクター   | 原語版               | 旧吹き替え版 | 新吹き替え版 |
| -------------- | -------------------- | ------------ | ------------ |
| ドナルドダック | クラレンス・ナッシュ | 関時男       | 山寺宏一     |
| デイジーダック | グロリア・ブロンデル | 後藤真寿美   | 土井美加     |

## 日本での公開

### 収録
- 『夢と魔法の宝石箱 ドナルドといたずらギャング』（VHS、DHVジャパン）

- 『ドナルドダック・クロニクル Vol.3 限定保存版』（DVD、ブエナ・ビスタ・ホーム・エンターテイメント）